# ルーツ・ロック
ルーツ・ロック（Roots rock）は、フォークやブルース、カントリー、スワンプ・ポップなどのエッセンスを取り込み、ロックの起源を振り返るという目的を持ったロック・ミュージック。1960年代後半には、カントリーロックやサザンロックといったサブジャンルが発生した。1980年代には、オルタナ・カントリーなどが登場した。

## 概要
1966年、多数のロック・アーティストが実験的なサイケデリック・ミュージックを演奏するようになった。同時期にボブ・ディランは、アルバム『ブロンド・オン・ブロンド』をレコーディングするためにナッシュビルを訪れた際に、ロックの原点に戻ることを考え出した.。後に発売されたアルバム『ジョン・ウェズリー・ハーディング』（1967年）や『ナッシュヴィル・スカイライン』（1969年）は、カントリー・ミュージックの影響を大きく受けており、カントリー・フォークの起源との説もある。

## 歴史
1960年代後半には、基本的なロックンロールとフォーク、カントリー、ブルースをクロスオーバーさせたカナダの「ザ・バンド」や、アメリカの「クリーデンス・クリアウォーター・リバイバル」といったバンドが、成功を収めている。その後、ライ・クーダー、ボニー・レイット、ローウェル・ジョージをはじめとしたカリフォルニア州出身のソロ・ミュージシャンが活動を始めた。
イギリス人のローリング・ストーンズやエリック・クラプトンらは、アメリカ南部などのルーツ・ミュージックに強い関心を持つようになった。ローリング・ストーンズの楽曲「ホンキー・トンク・ウィメン」「ブラウン・シュガー」「ダイスをころがせ」や、アルバム『メイン・ストリートのならず者』（1972年）にはルーツ・ロックの要素が含まれている。また、アメリカのCCR、レオン・ラッセル、デラニー&ボニーやグレイトフル・デッドのアルバム『ワーキング・マンズ・デッド』『アメリカン・ビューティー』（1970年）にもルーツ・ロックの傾向が見られる。

### ブルースロック、カントリーロック
イギリスのブルースロック・ブームの際には、アレクシス・コーナー、ジョン・メイオール、ピーター・グリーンのフリートウッド・マック、ジェスロ・タル、エインズレー・ダンバー・リタリエーションらが活躍した。また、アメリカではポール・バターフィールドやキャンド・ヒート、ジョニー・ウィンターらが注目された。
カントリーロックではCCR、ブルー・リッヂ・レインジャーズ、ニュー・ライダース・オブ・ザ・パープル・セイジ、グラム・パーソンズ、フライング・ブリトー・ブラザーズらが活躍した。

### スワンプ・ロック、ハートランド・ロック
ルイジアナを中心とした南部音楽の影響を受けたミュージシャンには、CCR、レオン・ラッセル、デラニー&ボニー、デイル・ホーキンスらがいた。
アメリカ中西部と、南部の一部を中心としたロックは「ハートランド・ロック」と呼ばれた。ハートランド・ロックのミュージシャンには、ブルース・スプリングスティーン、ボブ・シーガー、トム・ペティらがいた。

### オルタナ・カントリーなど
1980年代は、後に注目されるカントリー・ミュージックとパンク・ロックを融合した音楽がカウパンクが誕生した時期とされている。ザ・ガンクラブ、ヴァイオレント・フェムズらがカウパンクの代表的なバンドだった。このほか、ボ・ディーンズ、ロス・ロボスも1980年代に活躍した。クリス・アイザックは1990年代初頭に、やるせないサウンドで大成功を収めた。
また、スティーヴ・アール、ルシンダ・ウィリアムス、アンクル・テューペロなどのオルタナティヴ・カントリーのミュージシャンが、ルーツ・ロック路線に傾倒した 。1990年代に入ると、このムーブメントは廃れてきたが、サン・ヴォルト、ウィルコ、The Bottle Rocketsといったバンドがデビューした。マーク・ノップラーが、1995年のダイアー・ストレイツ解散以降に発表したアルバムの何枚かには、ルーツ・ロックの傾向が見られる。

## 主なアーティスト
en:List of roots rock bands and musiciansも参照。
- ボブ・ディラン
- ザ・バンド
- クリーデンス・クリアウォーター・リバイバル
- スティーヴ・アール（英語版）
- サン・ヴォルト（英語版）
- ウィルコ